# Latență CAS
Latența Column Access Strobe reprezintă durata de timp dintre momentul când controllerul memoriei cere unui modul RAM datele aflate pe o anumită coloană a unui rând, și momentul când datele acestea sunt disponibile pe pinii de ieșire ai modulului respectiv. Cu cât latența CAS este mai mică, cu atât datele sunt disponibile mai rapid.